# Норт-Кингстаун
Норт-Кингстаун (англ. North Kingstown) — город, расположенный в округе Вашингтон (штат Род-Айленд, США) с населением в 26 486 человек по статистическим данным переписи 2010 года (13-й по количеству жителей в штате).

## География
По данным Бюро переписи населения США город Норт-Кингстаун имеет общую площадь в 151 км², из которых 112,92 км² занимает земля и 38,07 км² — вода. Площадь водных ресурсов округа составляет 25,21 % от всей его площади.
Город Норт-Кингстаун расположен на высоте 25 метров над уровнем моря.

## Демография
По данным переписи населения 2000 года в Норт-Кингстаун проживало 26 326 человек, 7310 семей, насчитывалось 10 154 домашних хозяйств и 10 743 жилых дома. Средняя плотность населения составляла около 234,6 человек на 1 км². Расовый состав Норт-Кингстаун по данным переписи распределился следующим образом: 95,71 % белых, 0,97 % — чёрных или афроамериканцев, 0,55 % — коренных американцев, 0,95 % — азиатов, 0,03 % — выходцев с тихоокеанских островов, 1,25 % — представителей смешанных рас, 0,53 % — других народностей. Испаноговорящие составили 1,77 % от всех жителей города.
Из 10 154 домашних хозяйств в 35,7 % — воспитывали детей в возрасте до 18 лет, 40,6 % представляли собой совместно проживающие супружеские пары, в 46,5 % семей женщины проживали без мужей, 28,0 % не имели семей. 22,5 % от общего числа семей на момент переписи жили самостоятельно, при этом 8,2 % составили одинокие пожилые люди в возрасте 65 лет и старше. Средний размер домашнего хозяйства составил 2,57 человек, а средний размер семьи — 3,03 человек.
Население города по возрастному диапазону по данным переписи 2000 года распределилось следующим образом: 26,0 % — жители младше 18 лет, 6,0 % — между 18 и 24 годами, 29,6 % — от 25 до 44 лет, 26,6 % — от 45 до 64 лет и 11,8 % — в возрасте 65 лет и старше. Средний возраст жителей составил 39 лет. На каждые 100 женщин в Норт-Кингстаун приходилось 93,9 мужчин, при этом на каждые сто женщин 18 лет и старше приходилось 89,6 мужчин также старше 18 лет.
Средний доход на одно домашнее хозяйство в городе составил 60 027 долларов США, а средний доход на одну семью — 69 559 долларов. При этом мужчины имели средний доход в 20 668 долларов США в год против 18 399 долларов среднегодового дохода у женщин. Доход на душу населения в городе составил 28 139 долларов в год. 18,8 % от всего числа семей в городе и 16,1 % от всей численности населения находилось на момент переписи населения за чертой бедности, при этом 9,6 % из них были моложе 18 лет и 4,8 % — в возрасте 65 лет и старше.